# フェア・ウォーニング (アルバム)
フェア・ウォーニング（Fair Warning）は、ドイツのハードロックバンド、フェア・ウォーニングが1992年に発表したファースト・アルバムである。

## 収録曲
特記なき楽曲はウレ・リトゲン作。
1. Longing For Love
2. When Love Fails (Helge Engelke)
3. The Call of the Heart
4. Crazy
5. One Step Closer (H. Engelke)
6. Hang on
7. Out on the Run
8. Long Gone
9. The Eyes of Rock
10. Take a Look at the Future
11. The Heat of Emotion (Zeno Roth)
12. Take Me Up

## その他
- 11曲目のThe Heat of Emotionはジーノ・ロートの提供曲で、ジーノのアルバム『ジーノロジー』（1995年）でセルフ・カヴァーされた。
- 2005年の再発盤には、"In the Ghetto"と"Hold Me"がボーナス・トラックとして収録。